# Doziemienie
Doziemienie – zwarcie przewodu fazowego z ziemią, które stanowi podstawowy typ uszkodzenia występujący w przemysłowych i komercyjnych systemach zasilania.
Zależnie od układu sieci doziemienie może wywoływać różnorakie skutki. W każdym jednak przypadku doziemienie powoduje pojawienie się potencjału sieci na uziemionych elementach przewodzących co może z kolei wywoływać zagrożenie:
- porażeniem osób znajdujących się w pobliżu,
- pożarem,
- zakłóceniem w pracy sąsiednich urządzeń.

Aby zapobiec powyższemu stosuje się różnorakie zabezpieczenia przed doziemieniem takie jak:
- samoczynne wyłączenie zasilania
  - układ sieci TN
  - wyłączniki lub bezpieczniki
  - wyłączniki różnicowoprądowe
- izolowanie sieci od ziemi
  - układ sieci IT
- obniżone napięcie.

W układach w których ciągłość zasilania ma bardzo duże znaczenie np. szpitale, zakłady przemysłowe w których procesy produkcyjne przebiegają na granicy wybuchu, stosuje się bardziej wyrafinowane sposoby takie jak:
- układy kontroli izolacji,
- specjalizowane układy detekcji doziemienia.